# Marquesado de Alfarrás

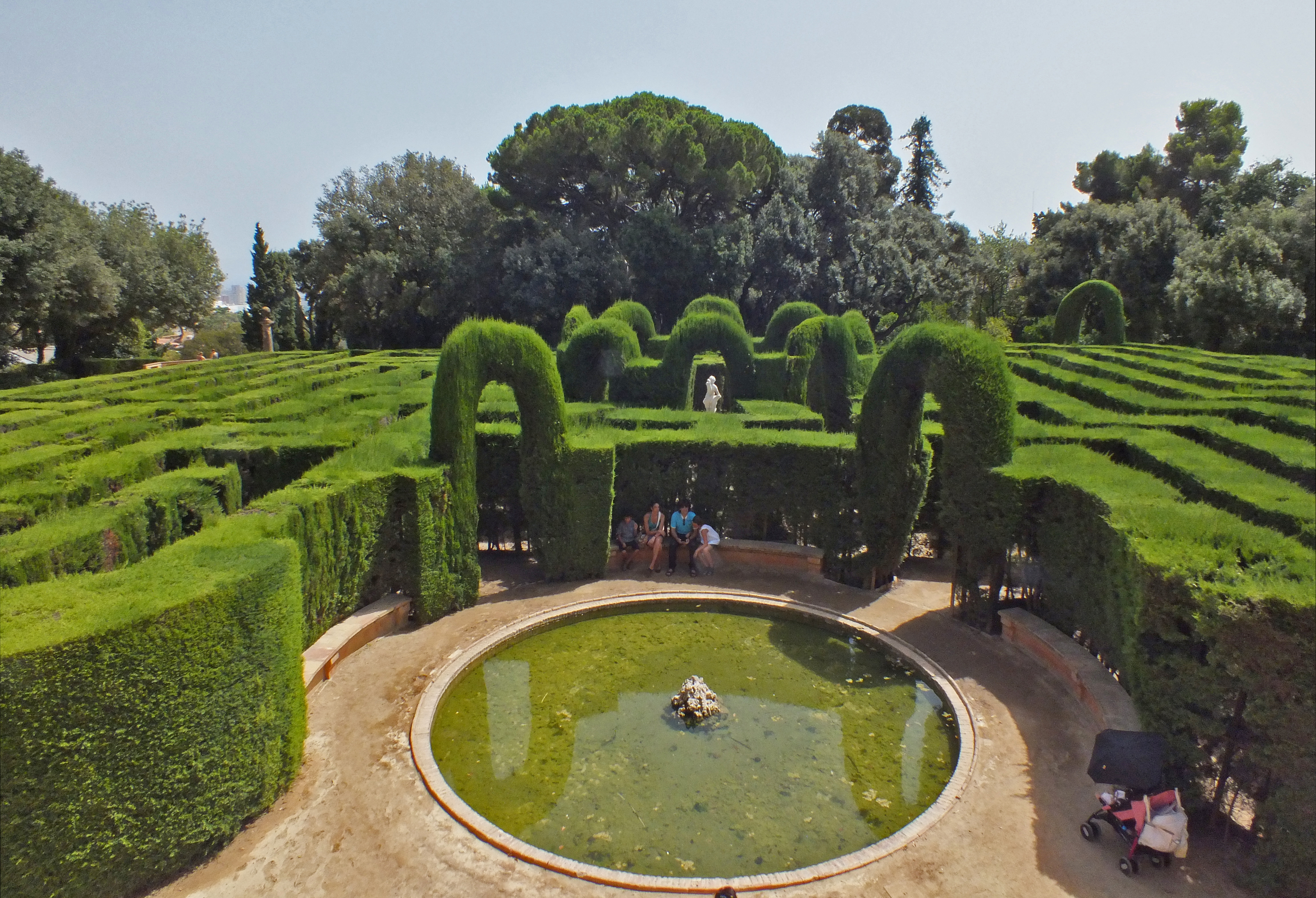
El Parque del Laberinto de Horta, hoy Barcelona

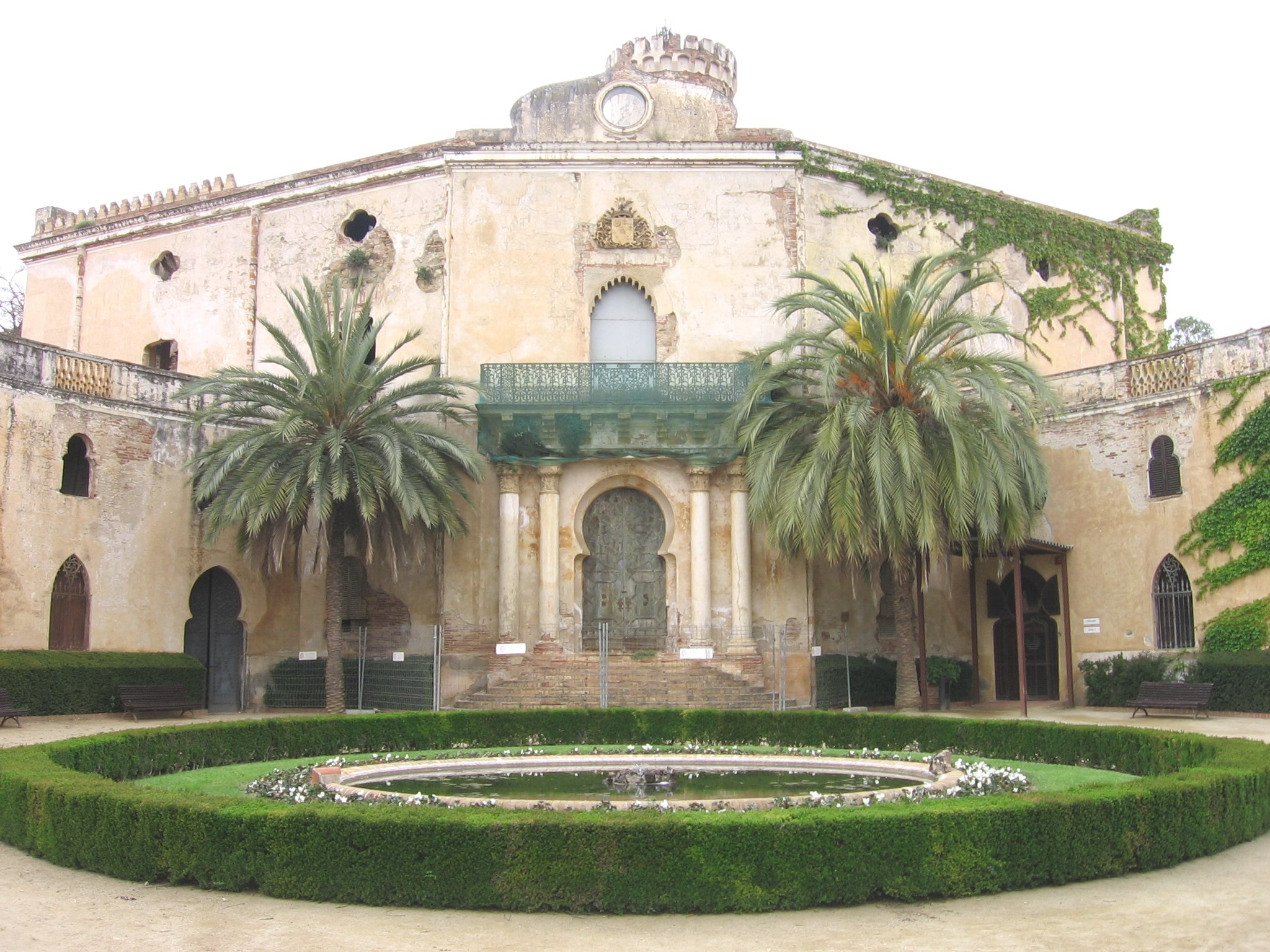
Palacio del Marqués de Alfarrás en Horta, hoy Barcelona

El Marquesado de Alfarrás es un título nobiliario español creado por el rey Felipe V, mediante Real Decreto de 12 de julio de 1702, a favor de Pedro de Ribas y Boxadors, Vallgornera y de Pallás, señor de Afarrás.
El nombre se refiere al municipio de Alfarrás, ubicado en la provincia de Lérida, que en calidad de pueblo, fue vendido por los monjes de San Hilario alrededor de 1400 al Ayuntamiento homónimo, y éste a su vez realizó un traspaso a quien fuera su alcalde, Bernat de Boixadors, el 4 de junio de 1400 por el precio de 50 000 sueldos. Pedro de Ribas-Vallgornera y de Boixadors sería su descendiente.
A mediados del siglo XVIII, el marquesado pasa a la familia Desvalls, tras el matrimonio de  Juan Antonio Desvalls y de Ardena, marqués de Lupiá y de Poal, con la publilla de la casa Ribes-Vallgornera. Desvalls era un hacendado y científico interesado en las matemáticas, que participó en la fundación de la Conferencia Physycomatemática Experimental, organización precursora de la Real Academia de Ciencias y Artes de Barcelona. Hizo construir el Laberinto de Horta en 1794, jardín de estilo neoclásico y conservado íntegramente en la actualidad, siendo el parque abierto al público más antiguo de Barcelona.[cita requerida]

## Marqueses de Alfarrás
|                        | Titular                               | Periodo                |
| Creado por el Felipe V | Creado por el Felipe V                | Creado por el Felipe V |
| ---------------------- | ------------------------------------- | ---------------------- |
| I                      | Pedro de Ribas y Boixadors            | 1702 - ?               |
| II                     | Jerónimo de Ribas                     |                        |
| III                    | María Teresa de Ribas y de Olzinellas |                        |
| IV                     | Antonio Miguel Desvalls y de Ribas    |                        |
| V                      | Joaquín Desvalls y de Sarriera        | 1823 - ?               |
| VI                     | Luis Desvalls y Fort de Saint Maurin  |                        |
| VII                    | Juan Desvalls y de Amat               |                        |
| VIII                   | Juan Bautista Desvalls y Amat         | 1890 - 1926            |
| IX                     | Luis Desvalls y Trías                 | 1926 - 1987            |
| X                      | Luis Desvalls y Maristany             | 1988- 2014             |
| XI                     | María Soledad Desvalls y Leonori      | 2014 - actual titular  |

## Titulares del marquesado de Alfarrás
- Pedro de Ribas y Boixadors, I marqués de Alfarrás.

Le sucedió su hijo:
- Jerónimo de Ribas, II marqués de Alfarrás.

Le sucedió su hija:
- María Teresa de Ribas y de Olzinellas, III marquesa de Alfarrás.

1. Casó con  Juan Antonio Desvalls y de Ardena (1740-1820),  VI marqués de Lupiá, III marqués de Poal. Le sucedió su hijo:

- Antonio Miguel Desvalls y de Ribas, IV marqués de Alfarrás, VII marqués de Lupiá.

1. Casó con Narcisa de Sarriera y Despujol. Le sucedió su hijo;:

- Joaquín Desvalls y de Sarriera (n. en 1803), V marqués de Alfarrás, VIII marqués de Lupiá.

Sin descendencia. Le sucedió su primo (hijo de su tío Juan Bautista de Desvalls y de Ribes, n.1775):
- Luis Desvalls y Fort de Saint Maurin, VI marqués de Alfarrás, X marqués de Lupiá.

1. Casó con María de las Mercedes de Amat y de Sarriera. Le sucedió su hijo primogénito:

- Juan Desvalls y de Amat (n. en 1824), VII marqués de Alfarrás.

1. Le sucedió su hermano:

- Juan Bautista Desvalls y Amat (n. en 1858), VIII marqués de Alfarrás,  XI marqués de Lupiá,  IV marqués de Poal.

1. Casó con N Trías. Le sucedió su hijo primogénito:

- Luis Desvalls y Trías (m. 1987), IX marqués de Alfarrás,  XII marqués de Lupiá,[4]  V marqués de Poal.

1. Casó con Margarita Maristany y Manén (1906-?).

En el marquesado de Lupiá le sucedió su hijo Carlos Desvalls y Maristany,  XIII marqués de Lupiá.
En el marquesado de Poal le sucedió su hijo Juan Manuel Desvalls y Maristany,  VI marqués de Poal.
En el marquesado de Alfarrás le sucedió su hijo primogénito:
- Luis Desvalls y Maristany (1931- ), X marqués de Alfarrás.[5]

1. Casó con María Soledad Leonori Almirall.

Le sucedió su hija:
- María Soledad Desvalls y Leonori (1963- ), XI marquesa de Alfarrás

1. Casó con Felipe Rodés Solé
Actual titular